# U 157 (U-Boot, 1941)
U 157 war ein deutsches U-Boot vom Typ IX C, das im Zweiten Weltkrieg von der deutschen Kriegsmarine eingesetzt wurde.

## Technik und Geschichte
U 157 war für ozeanische Verwendung konzipiert. Boote dieser U-Bootklasse wurden daher auch "Ozeanboot" genannt. Es war ein U-Boot vom Zweihüllentyp und hatte eine Wasserverdrängung von 1.120 t über und 1.232 t unter Wasser. Es hatte eine Länge von 76,76 m, eine Breite von 6,76 m und einen Tiefgang von 4,70 m. Mit den beiden 2.200 PS MAN-Neunzylinder-Viertakt Dieselmotoren M 9 V 40/46 mit Aufladung konnte eine Höchstgeschwindigkeit über Wasser von 18,3 kn erreicht werden. Bei 10 kn Fahrt konnten 12.000 Seemeilen zurückgelegt werden. Die beiden 500 PS SSM-Doppel-E-Maschinen GU 345/34 hatten 62 × 62 Akku-Zellen AFA Typ 44 MAL 740 W. Es konnte eine Höchstgeschwindigkeit unter Wasser von 7,3 kn erreicht werden. Bei 4 kn Fahrt konnte eine Strecke von 64 Seemeilen zurückgelegt werden. Aus 4 Bug- und 2 Hecktorpedorohren konnten 22 Torpedos oder bis zu 44 TMA- oder 66 TMB-Minen ausgestoßen werden. Die Tauchtiefe betrug 100–200 m. Die Schnelltauchzeit betrug 35 Sekunden. Es hatte ein 10,5-cm Utof L/45 Geschütz mit 180 Schuss und 1 × 3,7-cm Fla-Waffe mit 2.625 Schuss, 1 × 2-cm-Fla-Waffe mit 4.250 Schuss. Ab 1943/44 erfolgte bei diesem Bootstyp der Ausbau der 10,5-cm-Kanone und Einbau von 4 × 2-cm-Zwillings-Fla-Geschützen mit 8.500 Schuss. Die Besatzungsstärke konnte aus vier Offizieren und 44 Mannschaften bestehen. Die Kosten für den Bau betrugen 6.448.000 Reichsmark.
Der Auftrag für das Boot wurde am 25. September 1939 an die AG Weser, Bremen vergeben. Die Kiellegung erfolgte am 21. Oktober 1940, der Stapellauf am 5. Juni 1941, die Indienststellung unter Korvettenkapitän Wolf Henne fand schließlich am 15. September 1941 statt.

## Einsatzstatistik
U 157 gehörte vom 15. September 1941 bis zum 31. Mai 1942 als Ausbildungsboot der 4. U-Flottille in Stettin und vom 1. Juni 1942 bis zu seiner Versenkung am 13. Juni 1942 als Frontboot der 2. U-Flottille in Lorient an.
Kommandant Henne absolvierte zwei Feindfahrten, auf denen er ein Schiff mit 6.403 BRT versenken konnte. U 157 wurde am 13. Juni 1942 im Westatlantik durch US-amerikanische Seestreitkräfte versenkt. Es gab keine Überlebenden.

### Erste Unternehmung
Das Boot lief am 30. April 1942 um 11.00 Uhr von Kiel aus. U 157 Operierte auf der Überführungsfahrt nach Frankreich im Nordatlantik.
Am 1. Mai 1942 um 18.30 Uhr lief das Boot zum Befehlsempfang in Kristiansand ein und am 2. Mai 1942 um 4.45 Uhr wieder aus.
Nach zehn Tagen und einer zurückgelegten Strecke von 1.740 sm über und 36 sm unter Wasser, lief U 157 am 10. Mai 1942 um 9.30 Uhr in Lorient ein. Auf dieser Unternehmung wurden keine Schiffe versenkt oder beschädigt.

### Zweite Unternehmung
Das Boot lief am 18. Mai 1942 von Lorient aus. U 157 operierte im Nordatlantik, im Westatlantik, in der Windward-Passage, dem Bahama-Kanal, vor Kuba, den Florida Keys und vor Havanna.
Am 11. Juni 1942 wurde im Mittelatlantik der US-amerikanische Tanker Hagan (Lage) mit 6.401 BRT durch Torpedo versenkt. Er hatte 927.000 Gallonen Melasse geladen und befand sich auf dem Weg von Antilla nach Havanna. Es gab sechs Tote und 38 Überlebende.
Am 13. Juni 1942 wurde U 157 in der Karibik von US-amerikanischen Seestreitkräften (von der USCGC Thetis (WPC-115)) versenkt.

## Verbleib
Das Boot wurde am 13. Juni 1942 in der Karibik nordöstlich von Havanna durch Wasserbomben des US-Küstenwach-Kutters Thetis auf der Position 24° 13′ N, 82° 3′ W im Marine-Planquadrat DM 1993 versenkt. Es war ein Totalverlust mit 52 Toten.